# 安德魯·伯納普
安德魯·伯納普（英語：Andrew Burnap，1991年3月5日—）是一名美國男演員。他曾於2019年，因演出戲劇《The Inheritance》獲得2020年東尼獎最佳戲劇男主角。除了舞台劇演出，他亦參演《新創玩家》、《天堂的旗幟下》等電視劇，並將演出2025年的《白雪公主》。

## 早年生活
伯納普出生成長於美國羅德島州南金斯敦，並先後就讀羅德島大學和耶魯大學。2020年，他曾返回母校羅德島大學開設演員工作坊指導學弟妹。

## 影視作品

### 電影
| 年份 | 標題     | 角色     | 備註 |
| ---- | -------- | -------- | ---- |
| 2025 | 白雪公主 | Jonathan |      |

### 電視
| 年份 | 標題             | 角色          | 備註 |
| ---- | ---------------- | ------------- | ---- |
| 2018 | 探案第六感追緝令 | Henry         | 單集 |
| 2021 | 年輕一代         | Topher Clarke | 單集 |
| 2021 | 傲骨之戰         | Max           | 單集 |
| 2022 | 新創玩家         | Phil          |      |
| 2022 | 天堂的旗幟下     | 約瑟夫·史密斯 |      |

### 電玩
| 年份 | 標題      | 角色     | 備註 |
| ---- | --------- | -------- | ---- |
| 2018 | 碧血狂殺2 | Laramies | 配音 |

## 外部連結
- 安德魯·伯納普在互联网电影资料库（IMDb）上的資料（英文）
- 互聯網百老匯資料庫（IBDB）上安德魯·伯納普的資料（英文）
- 互联网外百老汇数据库（IOBDB）上安德魯·伯納普的資料（英文）